# Tajemnica rezydencji Chimneys
Tajemnica rezydencji Chimneys (ang. The Secret Of Chimneys) – powieść kryminalna Agathy Christie. Wydana po raz pierwszy w 1925 roku.

## Opis fabuły
Głównym bohaterem powieści jest młody Anthony Cade, zarabiający na życie jako pilot wycieczek. Nudzi go jednak ta praca i chciałby powrócić do niebezpiecznego i obfitego w przygody trybu życia, jakie prowadził niegdyś. Niespodziewaną wizytę składa mu jego stary przyjaciel – James McGrath. Powierza bohaterowi bardzo odpowiedzialne zadanie (za które Anthony miałby zresztą dostać sporą sumę) – dostarczenie pod jego nazwiskiem do wydawnictwa pamiętników zmarłego hrabiego Stylpitcha. Wielu osobom i organizacjom jest to jednak bardzo nie na rękę i wszelkimi sposobami będą się starały powstrzymać Anthony'ego. Angielski minister George Lomax, któremu również zależy na niedopuszczeniu pamiętników do publikacji, namawia właściciela znanej w wyższych sferach rezydencji Chimneys – Lorda Caterhama, by zaprosił "Jamesa McGratha" na weekend do rezydencji w celu omówienia tej sprawy. Tymczasem w Chimneys przebywają także inne ważne osobistości, między innymi pretendent do tronu Herzoslovakii – książę Michael Obolovitch. Jednakże już pierwszej nocy książę zostaje zamordowany. Sprawę należy zatuszować, by zapobiec rewolucji na Bałkanach. Motyw do zbrodni miał niewątpliwie daleki krewny księcia, kolejny pretendent do tronu. Podejrzanym staje się również tajemniczy król Victor – znany złodziej diamentów. Żadnego z nich nie ma jednak na terenie Chimneys feralnej nocy. Lomax postanawia włączyć do sprawy inspektora Battle ze Scotland Yardu, który z kolei proponuje współpracę przy rozwikłaniu zagadki Anthony'emu Cade'owi.